# Eichendorff-Denkmal (Racibórz)

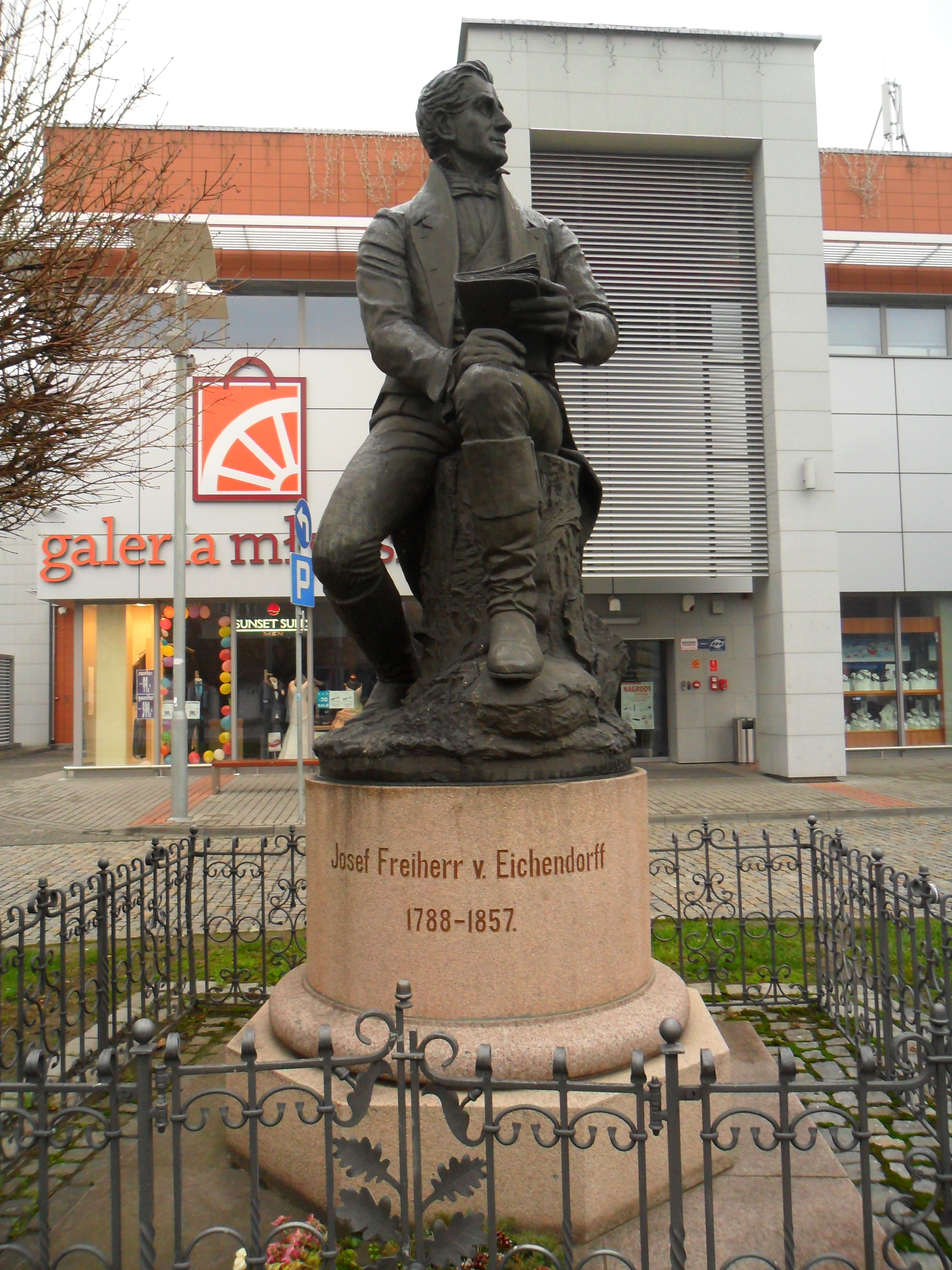
Das Eichendorff-Denkmal

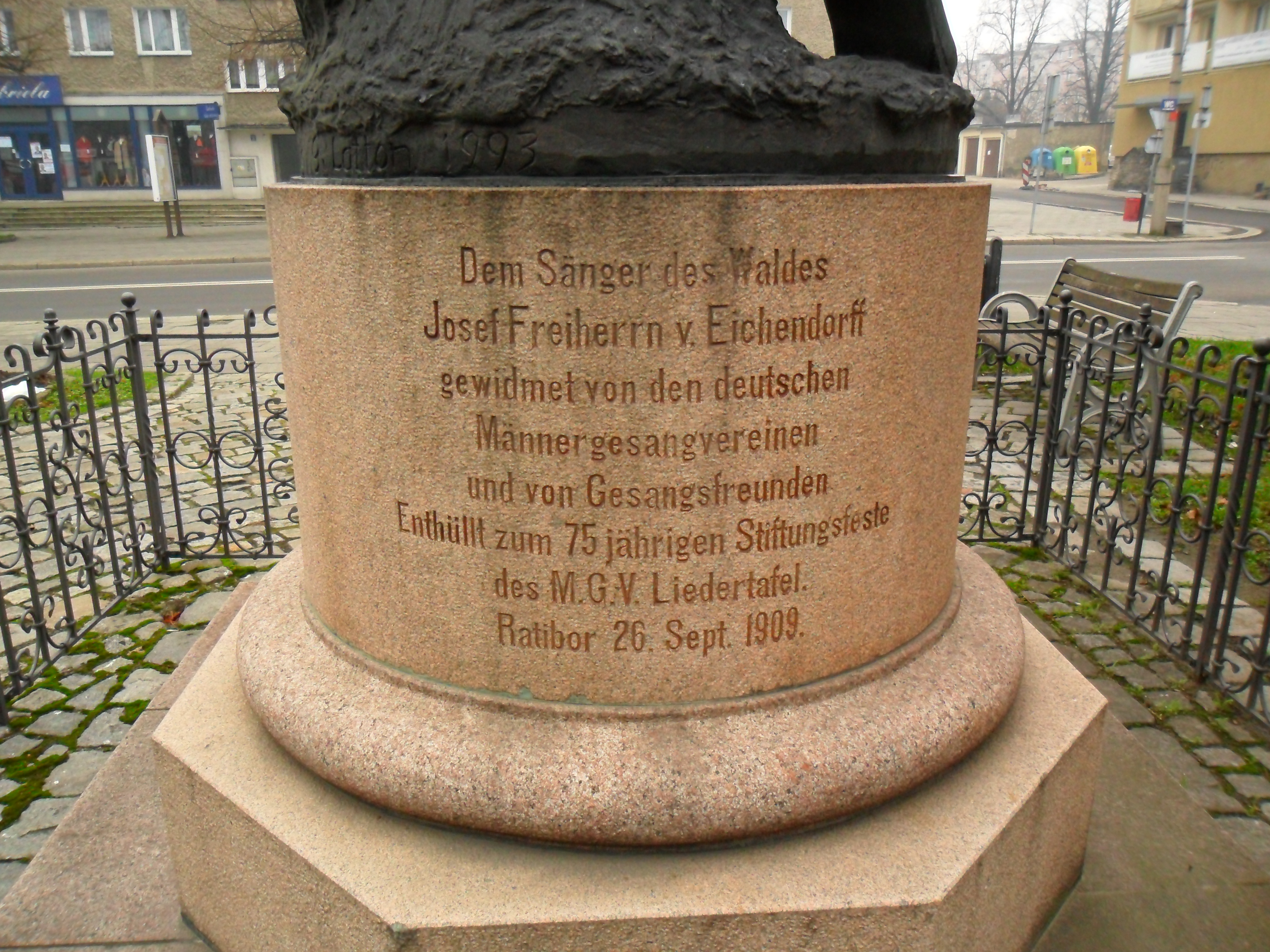
Inschrift auf der Rückseite

Das Joseph-von-Eichendorff-Denkmal in Racibórz (Ratibor) befindet sich an der Kreuzung der Straßen Młyńska und Mickiewicza, dem ehemaligen Zbor-Platz.

## Beschreibung und Geschichte
Das Denkmal zeigt Joseph von Eichendorff auf einem Eichenstamm sitzend, mit Stift und Heft in den Händen haltend und mit nach links gerichtetem Kopf. Die Skulptur ist 245 cm groß und mit Sockel insgesamt 410 cm hoch.
Das heutige Denkmal ist eine Kopie des Originaldenkmals von Johannes Boese aus dem Jahre 1909, das nach dem Einmarsch der Roten Armee in Ratibor im Frühjahr 1945 abgetragen wurde und danach verschwunden ist. Das ursprüngliche Denkmal wurde am 26. September 1909, dem 52. Todestag Eichendorffs, feierlich enthüllt. Die Idee für die Aufstellung eines Denkmals in Ratibor, für den in der Nähe der Stadt geborenen Dichters, entstand zu seinem 50. Todestag auf Initiative der Liedertafel Ratibor.
Die heutige Kopie des Denkmals wurde am 4. September 1994 unter Beteiligung von Franz-Albrecht Metternich-Sandor enthüllt. Realisiert wurde die Wiedererrichtung durch den Deutschen Freundschaftskreis im Bezirk Schlesien.

## Inschriften
Vorderseite Sockel:
„Josef Freiherr v. Eichendorff 1788-1857“
Rückseite Sockel:
„Dem Sänger des Waldes Josef von Eichendorff gewidmet von den deutschen Männergesangvereinen und von Gesangsfreunden. Enthüllt zum 75-jährigen Stiftungsfeste des M.G.V. Liedertafel Ratibor, 26. Sept. 1909“
Inschrift an der Skulptur:
„J. Boese 1909 Kopie G. Latton 1993“